# Stia
Stia is een dorp en een voormalige gemeente in de Italiaanse provincie Arezzo (regio Toscane). Het telde op 31 december 2004 3038 inwoners. Per 1 januari 2014 het onderdeel van de gemeente Pratovecchio Stia.

## Demografie
Stia telt ongeveer 1316 huishoudens. Het aantal inwoners daalde in de periode 1991-2001 met 0,3% volgens cijfers uit de tienjaarlijkse volkstellingen van ISTAT.
| Jaar | Inwoneraantal |
| ---- | ------------- |
| 1991 | 3017          |
| 2001 | 3008          |

## Geografie
Stia ligt op ongeveer 441 m boven zeeniveau.